# Трітія сітчаста
Трітія сітчаста (Nassarius reticulatus) — морський черевоногий молюск родини Nassariidae.

## Розповсюдження
Зустрічається у Східній Атлантиці, біля Азорських, Канарських островів, Кабо-Верде, у Середземному морі. У водах України — у Чорному та Азовському морі.

## Будова
Черепашка довжиною до 30 мм та шириною до 18 мм, баштовидної форми. Свою назву "сітчаста" молюск отримав за різкі ребра на черепашці, які утворюють на ній немов мережу. Забарвлення від жовтого до темно-бурого.

## Спосіб життя
Тривалість життя до 10 років. У Чорному морі зустрічається на мілководді. Може жити у широкому діапазоні значень температури та солоності води — від 10 до 37 проміле. Надає перевагу кам'янистим ґрунтам, але може зустрічатись на мулистих та піщаних. Може зариватись у ґрунт та проводити у такому стані багато часу. Живиться здебільшого падлом, запах якого може виявити з великої відстані. Порожні черепашки трітії часто використовуються раками-самітниками Diogenes pugilator як укриття.

## Розмноження
У Чорному морі Tritia reticulata починає розмножуватись навесні при температурі 10—12°С та закінчує тільки у листопаді. Плодючість дуже варіює, може становити від 50 до 2000 яєць. Яйця прикріплюються в'язким слизом до твердого субстрату (каміння, водорості).

## Виноски
1. ↑   Clemam: Nassarius reticulatus